# Landesregierung Ender IV
- CS: 10
- SDAPDÖ: 1

Die Landesregierung Ender IV bildete die Vorarlberger Landesregierung in der XII. Gesetzgebungsperiode des Vorarlberger Landtags. Nach der Wahl der Regierung in der Landtagssitzung vom 6. November 1923 amtierte die Regierung bis zur Wahl der Nachfolgeregierung Ender V.

## Wahl der Landesregierung
Bei der Wahl des Landeshauptmanns erzielte Otto Ender 28 von 30 abgegebenen Stimmen, wobei zwei Stimmzettel leer geblieben waren. Bei der Wahl zum Landesstatthalter war Ferdinand Redler mit dem gleichen Ergebnis ins Amt gewählt worden. Auch die Landesräte wurden bei ihrer Wahl mit 28 von 30 Stimmen gewählt.

## Regierungsmitglieder
| Amt                                                     | Name                      | Partei | Ressorts |
| ------------------------------------------------------- | ------------------------- | ------ | -------- |
| Landeshauptmann                                         | Otto Ender                | CSP    |          |
| Landesstatthalter                                       | Ferdinand Redler          | CSP    |          |
| Landesrat                                               | Franz Loser               | CSP    |          |
| Landesrat                                               | Engelbert Luger           | CSP    |          |
| Landesrat                                               | Josef Kennerknecht        | CSP    |          |
| Landesrat                                               | Bernhard Neyer            | CSP    |          |
| Landesrat                                               | Johann Josef Mittelberger | CSP    |          |
| Landesrat                                               | Fritz Preiß               | SDAP   |          |
| Vorzeitig ausgeschiedene Mitglieder der Landesregierung |                           |        |          |
| Landesrat am 6. Mai 1926 verstorben                     | Engelbert Luger           | CSP    |          |